# Sunmisola Balogun
Sunmisola Idowu Balogun (ur. 2 września 2001) – nigeryjska zapaśniczka walcząca w stylu wolnym. Mistrzyni Afryki w 2019; druga w 2020 i trzecia w 2022. Mistrzyni Afryki kadetów w 2018 i igrzysk młodzieży Afryki  w 2018 roku.